# Larry Seiple
Larry Seiple é um ex-jogador profissional de futebol americano estadunidense

## Carreira
Larry Seiple foi campeão da temporada de 1973 da National Football League jogando pelo Miami Dolphins.